# Daniel Dunglas Home

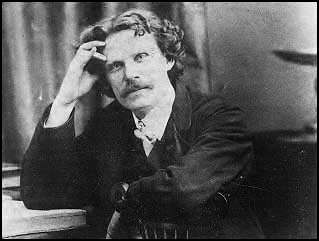
Daniel D. Home

Daniel Dunglas Home (20 maart 1833, Currie een voorstad van Edinburgh - 21 juni 1886, Parijs) was een in Schotland geboren spiritistisch medium en waarschijnlijk het beroemdste medium van de 19e eeuw. 

## Biografie
Home werd geboren als derde kind van zijn ouders maar werd al snel afgestaan aan de kinderloze zuster van zijn moeder. Home beweerde dat hij zijn gaven op de leeftijd van 4 jaar ontdekte. Naar eigen zeggen was zijn moeder ook paranormaal begaafd.
Als klein kind verhuisde hij met zijn adoptiefouders naar de VS waar ze zich in 1841 in Norwich (Connecticut) vestigden. Home's mediamieke gaven werden ondertussen steeds duidelijker zichtbaar en hij besloot in 1853 medicijnen te gaan studeren. Maar hij werd al snel ziek, de diagnose was tuberculose, en in 1855 raadden zijn artsen hem aan naar Europa terug te gaan in verband met zijn gezondheid. Vanaf zijn aankomst in Londen, tot bijna aan zijn overlijden, begon Home een grote carrière als medium maar hij weigerde geld te vragen voor zijn optredens hoewel hij wel giften aannam. Deze giften zorgden ervoor dat Home goed rond kon komen en de wereld bereizen. Al snel was hij een veelgevraagd medium dat werd uitgenodigd bij de invloedrijkste kringen van Europa en Amerika om demonstraties van zijn kunnen te tonen. Tot zijn schare bewonderaars hoorden bijvoorbeeld Mark Twain, koningin Victoria, Napoleon III en Charles Dickens. Zijn seances waren zeer spectaculair en behalve de 'normale' gebeurtenissen zoals stemmen, klopgeluiden en materialisaties van geesten werd dikwijls waargenomen dat Home zichzelf in de lucht verhief. Dit gebeurde ook vaak met toeschouwers en meubilair. Bij een gelegenheid zweefde hij zelfs door een open raam op de tweede verdieping naar buiten en door een ander raam van dezelfde kamer weer naar binnen. Home werkte meestal bij vol daglicht en gaf altijd medewerking aan onderzoekers die hem wilden controleren bij zijn optredens. Er was grote onenigheid over het betrouwbaarheidsgehalte van deze spectaculaire gebeurtenissen maar ondanks veel onderzoek door geleerden, zoals door de Britse natuurkundige sir William Crookes, is Home nooit op bedrog betrapt.

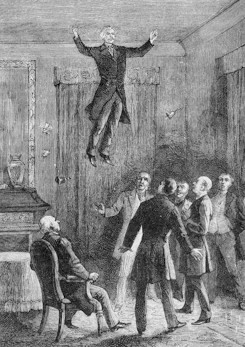
Home verheft zich in de lucht voor getuigen op 8 augustus 1852. Dit gebeurde in het huis van Ward Cheney in South Manchester, Connecticut.

## Overlijden
Home ging met pensioen rond zijn 48e omdat hij zijn krachten voelde afnemen door de tuberculose waar hij al bijna zijn hele leven aan leed. Hij overleed in 1886 en ligt begraven op het Russisch-Orthodoxe gedeelte van de oude begraafplaats van Saint-Germain-en-Laye bij Parijs in Frankrijk.

## Familieleven
Home trouwde twee keer in zijn leven. De eerste keer in Sint-Petersburg (1858) met de Russische Alexandria de Kroll ("Sacha"), de 17-jarige dochter uit een adellijke familie. Ze kregen samen een zoontje maar zijn vrouw overleed in 1862 aan tuberculose. De tweede en laatste keer trouwde Home in 1871 met Julie de Gloumeline, een rijke Russische die hij eveneens in Sint-Petersburg ontmoette.